# 圣菲 (巴西)
圣菲（葡萄牙語：Santa Fé）是巴西巴拉那州的一个市镇。总面积276.241平方公里，总人口10224人，人口密度37人/平方公里。